# 藤河内渓谷
藤河内渓谷（ふじかわちけいこく）は、大分県佐伯市宇目（旧宇目町）の桑原川上流にある渓谷。

## 概要
祖母・傾山系の夏木山に源を発する北川の支流である桑原川の上流にある渓谷で、桑原川の水源である観音滝から藤河内の集落まで、分流も合わせると約8kmにわたって続く。祖母傾国定公園内にあり、1959年（昭和34年）3月20日に大分県の名勝に指定されている。渓谷は花崗岩から成っており、浸食により至る所に小さな滝や、臼状、渦巻状、瓢箪状、流線状等の様々な形状の甌穴が発達し、変化に富む地形を見せる。初夏には新緑、秋には紅葉の名所として知られる。渓谷にはキャンプ場が開設されている。
桑原川の水源となる観音滝は、落差73.4m、幅約2mの大きな滝で、花崗岩の鱗状の節理がみられる。滝までは、徒歩で約1時間を要する。
近隣の宇目木浦地区には、2002年に木浦名水館が開館している。木浦地区にはかつて国内有数の銀山として栄えた宇目木浦鉱山があり、大分を代表する民謡である「宇目の唄げんか」が生まれた地でもある。木浦名水館では、木浦鉱山で採掘された鉱石等が展示されており、大分県名水百選に選定された蓮光寺の湧水を沸かしたヒノキ風呂に入浴できる。